# Gleichgewicht in korrelierten Strategien

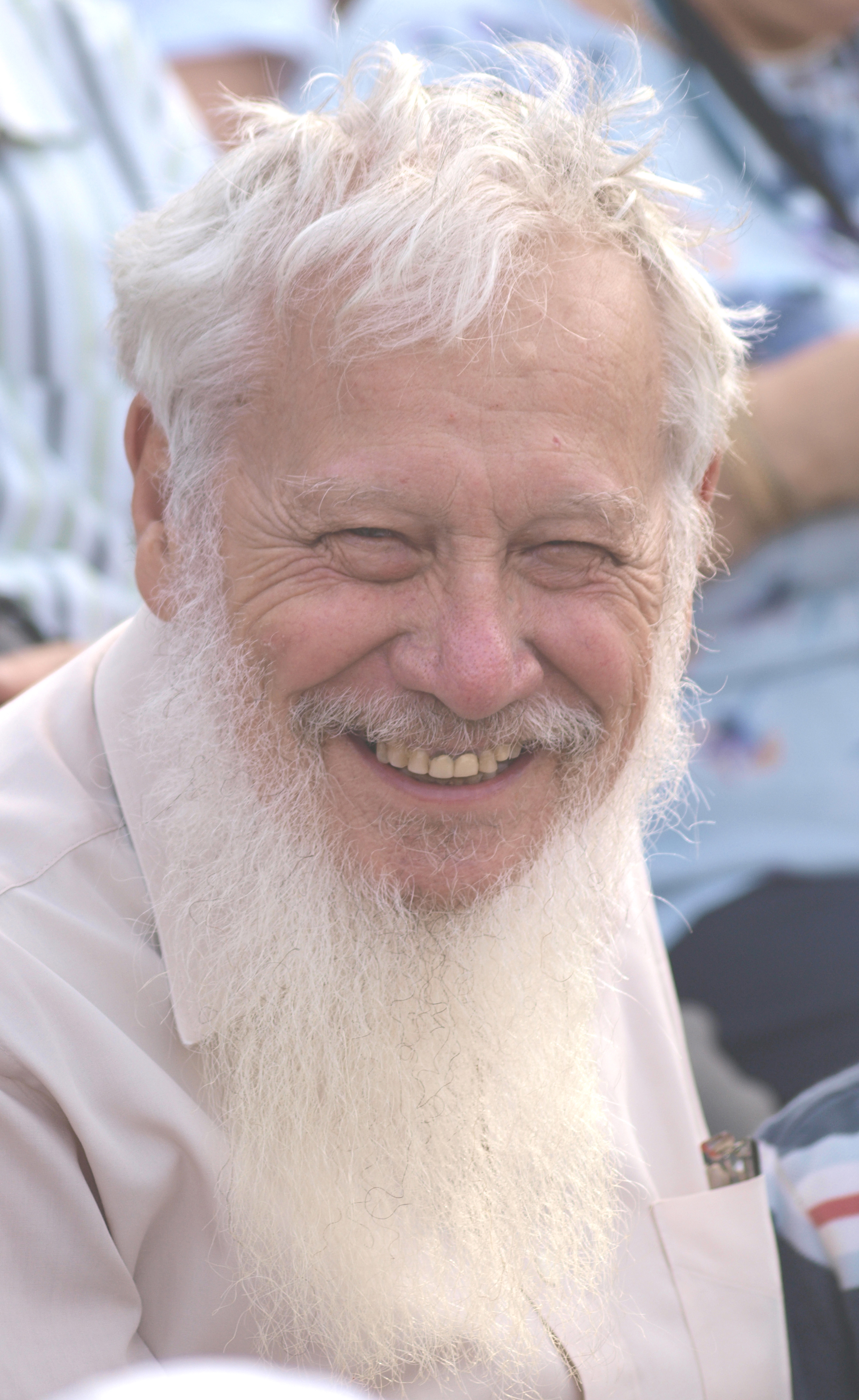
Robert Aumann (2010)

Das Gleichgewicht in korrelierten Strategien (auch Correlated equilibrium-Konzept) ist ein vom Mathematiker Robert Aumann entwickeltes Lösungskonzept, durch das im Rahmen der Spieltheorie eine Harmonisierung der Strategien möglich wird. Im Gegensatz zum Nash-Gleichgewicht, das weder bindende Verträge noch Kommunikation vor dem Entscheidungstreffen der beteiligten Spieler zulässt und somit die Strategiewahl des einen von der Strategiewahl des anderen Spielers unberührt bleibt, ermöglicht das Gleichgewicht in korrelierten Strategien eine Korrelation der Strategien untereinander.

## Überblick
Die Grundidee erlaubt die Betrachtung der gemeinsamen Randomisierungen der Spieler über die Strategiemenge S und die Offenlegung der korrelierten Strategien (engl. correlated strategies). Zu Anschauungszwecken wird sehr oft ein öffentlicher Wahrscheinlichkeitsmechanismus unterstellt (eng. correlation device), an dem die Spieler ihre Strategie ausrichten. Dies kann zum Beispiel ein einfacher Münzwurf sein. Hier wird correlation device streng im Sinne des public correlation device verwendet. In Abgrenzung dazu sei erwähnt, dass je nach wissenschaftlicher Fragestellung, die Verwendung eines private correlation device möglich ist.
Das Aumannsche Konzept stellt ein stärkeres Gleichgewichtskonzept als das von John Nash dar. Für die Spieler resultiert, selbst im Falle, dass keine bindenden Verträge möglich sind, ein höheres Auszahlungspotential. Ein Gleichgewicht nach Nash in gemischten Strategien kann demnach als eine stabile Situation begriffen werden, welche die Randomisierung der Strategien auf unkorrelierte Art und Weise, also im statistisch unabhängigen Modus impliziert.
Das große Verdienst von Aumann besteht darin, dass er die Starrheit des Konzeptes von Nash aufgehoben hat, und zwar durch seine Beweisführung, dass eine Randomisierung der Spieler, die einem gemeinsamen Zufallsmechanismus folgt und somit die Randomisierung der Strategien im statistisch abhängigen Modus korreliert, beide Spieler besser stellen kann.
Vorausgesetzt, die Beteiligten sind gewillt, sich auf einen gemeinsamen Mechanismus bezüglich der Definition der Strategienmischung zu einigen, und sofern unter dieser Prämisse keine Verbesserung durch das Zurückgreifen auf unkorrelierte Strategien möglich ist, spricht man von einem Gleichgewicht in korrelierten Strategien.

## Beispiel
Das Gleichgewicht in korrelierten Strategien wird am Beispiel des Problems „Kampf der Geschlechter“ illustriert.

### Modellannahmen
Das Modell geht zunächst von der Annahme aus, dass beide Spieler an einem ihnen wohlbekannten Spiel teilnehmen. Bevor dieses beginnt, bekommen beide ein Signal zugewiesen, dass die Nutzeneinheiten selbst nicht verändert, sehr wohl aber, da beide Spieler ihre Strategien korrelieren, d. h. aufeinander abstimmen können, den Ausgang des Spieles und somit den erhaltenen Nutzen jeden Spielers.
Von entscheidender Bedeutung beim Konzept von Aumann ist die Existenz eines unabhängigen Koordinators, der jedem Spieler seine Strategie zuweist. Diesem vertrauen beide Spieler, denn sie haben in dem Modell schließlich die Gewissheit, dass es sich bei der vorgeschlagenen Strategie um ein Gleichgewicht handelt. Somit ist es für keinen Spieler lohnend, von der vorgeschlagenen Strategie abzuweichen.

### Modell
Das bekannte Spiel Kampf der Geschlechter wird mittels einer Bimatrix dargestellt:
|      |               | Frau          |               |
|      |               | Fußball (s21) | Ballett (s22) |
| Mann | Fußball (s11) | 3/1           | 0/0           |
| Mann | Ballett (s12) | 0/0           | 1/3           |

Die reinen Nash-Gleichgewichte sind {Fußball, Fußball} und {Ballett, Ballett}. Die Wahrscheinlichkeit, dass einer der Spieler mit seiner Vermutung, welches der beiden obigen Gleichgewichte vom anderen Spieler gewählt wird, richtig liegt, ist in einer Welt ohne Absprache gering.
Abweichung davon ist beispielsweise in einer Umgebung möglich, in der die Männer die Frauen dominieren, so dass sich das Ehepaar immer auf den Besuch des Fußballspieles einigt; dieser sogenannte Focus-Punkt-Effekt (eng. focal-point effect) wurde von dem US-amerikanischen Ökonomen und Nobelpreisträger Thomas Schelling in seinem einflussreichen Buch über die Sozialtheorie Strategy of Conflict(1960) beschrieben und somit auf den Einfluss von Umwelt- und Kulturfaktoren auf das rationale Verhalten hingewiesen.

### Möglichkeiten zur Modellierung von strategischer Unsicherheit
Strategische Unsicherheit liegt bei einem Spiel also dann vor, wenn weder die Möglichkeit expliziter, d. h. verbaler noch impliziter Kommunikation, wie sie zum Beispiel im kulturellen Kontext durch Gewohnheiten mehr oder minder stark determiniert ist, existiert. Dies macht den Rückgriff auf alternative Lösungskonzepte notwendig.
Die erste Lösungsmöglichkeit geht auf John Nash zurück und stellt die klassische Betrachtung eines Gleichgewichtes in gemischten Strategien dar. In der obigen Bimatrix liegt ein Gleichgewicht in gemischten Strategien nach Nash in {\displaystyle (s_{11},s_{12})=({\tfrac {3}{4}},{\tfrac {1}{4}})} und {\displaystyle (s_{21},s_{22})=({\tfrac {1}{4}},{\tfrac {3}{4}})} vor, jedoch beträgt die erwartete Auszahlung hierbei nur 0,75, und zwar sowohl für den Mann als auch für die Frau. Somit bekommt jeder weniger als das, was in den beiden Nash-Gleichgewichten beim Spielen von reinen Strategien möglich ist.
Gegeben dem Fall also, dass sich die Spieler, in diesem Fall das Paar darauf einigen könnte, zusammen eines von zweien Nash-Gleichgewichten in reinen Strategien zu spielen und sich somit jeweils einen erwarteten Nutzen von 2 zu sichern, so wäre die Absprache und zwar auch ohne einen bindenden Vertrag stabil, denn weder der Mann noch die Frau hätten einen Anreiz abzuweichen. Die Kommunikation erweist sich somit als äußerst vorteilhaft und ebnet den Weg zu der zweiten Lösungsmöglichkeit, nämlich dem Gleichgewicht in korrelierten Strategien, dem Kernstück von Aumanns Arbeit.
Dieses kann über verschiedene Mechanismen implementiert werden. Zum einen kann sich das Ehepaar im Vorfeld darauf einigen, bei schönem Wetter zu einem Fußballspiel und bei schlechtem Wetter ins Ballett zu gehen oder um auf den Münzwurf zu Beginn zurückzukommen, das Vorhandensein eines vertrauenswürdigen Vermittlers, bei dem beide davon ausgehen können, dass die vorgeschlagene Strategie ein Gleichgewicht ist und der dem Ehepaar bei Kopf zum Fußball und bei Zahl zum Ballett rät, also zum Spielen von {\displaystyle (s_{11},s_{21})} oder alternativ {\displaystyle (s_{12},s_{22})}.
Da die Wahrscheinlichkeit sowohl für Kopf als auch für Zahl im Falle einer perfekten Münze jeweils {\displaystyle {\tfrac {1}{2}}} ist, sind demnach {\displaystyle (s_{11},s_{21})} und {\displaystyle (s_{12},s_{22})}, bevor Kopf oder Zahl gefallen ist, gleich wahrscheinlich.

## Mathematische Darstellung

### Vorüberlegungen zu privaten und nicht privaten Signalen
Wie in den obigen Abschnitten bereits erläutert worden ist, kann das Konzept des Nash-Gleichgewichts in gemischten Strategien zur Modellierung von Spielen mit nicht deterministischen Spielerstrategien und vorgeschriebenen Wahrscheinlichkeitsverteilungen dieser Strategien verwendet werden. Das Nash-Gleichgewicht in gemischten Strategien darf folglich als eine stationäre Situation aufgefasst werden, in der die Spieler ihre reinen Strategien von einem von außen kommenden, privaten und voneinander unabhängigen Signal abhängig machen.
Aumanns Arbeit geht dagegen von der Prämisse aus, dass es in korrelierten Gleichgewichten Abhängigkeiten zwischen den Spielersignalen gibt, da diese nicht mehr privat sind. Dies impliziert die Optimalität der reinen Strategie eines jeden Spielers, sobald die Informationen der Spieler bekannt sind.

### Definitionen
Im Folgenden wird ein Überblick über die mathematischen Aspekte von Aumanns Konzept vermittelt. Dafür betrachtet man ein {\displaystyle N}-Spieler-Spiel {\displaystyle (N,S,u)=(\{1,\cdots N\},S_{1}\times \cdots \times S_{N},u_{1}\times \cdots \times u_{N})}
mit den endlichen (individuellen) Strategien {\displaystyle S_{i}}
und der Auszahlungsfunktion {\displaystyle u} (für jeden Spieler).

#### Definition der korrelierten Strategie
Zunächst wird die Definition einer korrelierten Strategie selbst gegeben.
Ausgangspunkt ist ein Wahrscheinlichkeitsraum {\displaystyle (\Omega ,P)}. Für jeden einzelnen Spieler definiert man weiter:
- ein {\displaystyle \Omega _{i}} sowie eine Zufallsvariable {\displaystyle X_{i}:\Omega \to \Omega _{i}}.
- eine Funktion {\displaystyle {\tilde {k}}_{i}:\Omega _{i}\to S_{i}}
- eine daraus resultierende Strategie {\displaystyle k_{i}={\tilde {k}}_{i}\circ X_{i}\ \to S_{i}}.

Man interpretiert dann {\displaystyle (\Omega ,P,X)} (wobei {\displaystyle X=X_{1}\times \cdots \times X_{N}} ist) als Signalgeber, der für alle Spieler bekannt ist. Nun soll ein einzelner Spieler aber ein gegebenes Signal nicht vollständig sehen, sondern nur einen für ihn vorgesehenen Teil, dazu die Einschränkungen auf {\displaystyle \Omega _{i}} mittels {\displaystyle X_{i}}. Mit seiner Strategie {\displaystyle k} bekommt jeder Spieler zu einem konkreten Signal schließlich ein Strategie {\displaystyle s_{i}\in S_{i}} im ursprünglichen Spiel.
Den Signalgeber zusammen mit den resultierenden Strategien nennt man dann korrelierte Strategie.

#### Formale Definition des Gleichgewichtes in korrelierten Strategien
Ein strategisches {\displaystyle N}-Spieler-Spiel {\displaystyle (N,S_{i},u_{i})} sei charakterisiert durch die möglichen Handlungen {\displaystyle \S _{i}} und die Nutzenfunktion {\displaystyle u_{i}} für jeden Spieler {\displaystyle i}. Falls der Spieler {\displaystyle i} die Strategiewahl {\displaystyle s\in S_{i}} des zugrundeliegenden Spiels trifft und die nachfolgenden Spieler eine Strategie wählen, die durch das {\displaystyle N-1}-Tupel {\displaystyle s_{-i}} charakterisiert ist, dann sei der Nutzen des Spielers {\displaystyle i} mit {\displaystyle u_{i}(s_{i},s_{-i})} bezeichnet. Eine Modifikation der Strategie für jeden Spieler {\displaystyle i} sei durch die Funktion {\displaystyle \phi \colon S_{i}\to S_{i}} dargestellt, folglich ist der Spieler {\displaystyle i} in der Lage gemäß {\displaystyle \phi } seine Handlungen zu modifizieren, d. h. auf die Anweisung {\displaystyle s_{i}} zu spielen folgt {\displaystyle \phi (s_{i})}.
Gegeben sei ein endlicher Wahrscheinlichkeitsraum {\displaystyle (\Omega ,\pi )}, wobei {\displaystyle \Omega } die Menge der Zustände und {\displaystyle \pi } ein Wahrscheinlichkeitsmaß auf {\displaystyle \Omega } ist.
Des Weiteren sei für jeden Spieler {\displaystyle i}
- {\displaystyle P_{i}} dessen Informationspartition,
- die Strategie {\displaystyle s_{i}\colon \Omega \rightarrow S_{i}} sei innerhalb derselben Informationspartition des Spielers {\displaystyle i} enthalten
- und {\displaystyle q(w)} die Wahrscheinlichkeitsverteilung.

Dann stellt {\displaystyle ((\Omega ,\pi ),P_{i})} ein korreliertes Gleichgewicht eines strategischen Spieles {\displaystyle (N,S_{i},u_{i})} für jeden Spieler {\displaystyle i} und für jede Modifikation der Strategie {\displaystyle \phi } dar, falls gilt:
{\displaystyle \sum _{\omega \in \Omega }q(\omega )u_{i}(s_{i},s_{-i})\geq \sum _{\omega \in \Omega }q(\omega )u_{i}(\phi (s_{i}),s_{-i}).}
Oder einfacher ausgedrückt: {\displaystyle ((\Omega ,\pi ),P_{i})} ist ein korreliertes Gleichgewicht, falls kein Spieler seinen erwarteten Nutzen mittels einer Strategiemodifikation ändern kann und somit um auf das Ursprungsmodell zurückzukommen, keinen Anreiz zum Abweichen von der vorgeschlagenen Strategie hat.

#### Zusammenhang zwischen dem Nash-Gleichgewicht und dem Gleichgewicht in korrelierten Strategien
Für jedes Nash-Gleichgewicht gilt, dass es ein Spezialfall des Gleichgewichtes in korrelierten Strategien darstellt. Die Besonderheit liegt in der Unabhängigkeit der Wahrscheinlichkeiten bei der Wahl von Strategien durch verschiedene Spieler. Die Wahrscheinlichkeiten zeigen hier keine Korrelation. So gilt in einem 2-Personen-Spiel für 2 Spieler: {\displaystyle w(s)=w(s_{1})\cdot w(s_{2})}.
Da reine Nash-Gleichgewichte durch konvexe Kombination wiederum ein Gleichgewicht in korrelierten Strategien ergeben, kann ihre Menge größer als die der Nash-Gleichgewichte sein.
Erwähnenswert zudem ist noch die Verwandtschaft der korrelierten Gleichgewichte mit Sunspot-Gleichgewichten aus der Theorie der rationalen Erwartungen.

#### Effiziente korrelierte Strategien
Nun wird in den folgenden Ausführungen anhand des beliebten Feiglingsspiels (englisch Chicken Game) erläutert, was eine effiziente korrelierte Strategie ist. Im Feiglingspiel geht es darum, dass zwei Personen in zwei Autos aufeinander zurasen. Wer von beiden in dieser Mutprobe als erster ausweicht, wird als Feigling betrachtet. Weicht jedoch keiner aus, sterben beide beim Aufeinanderprallen. Zunächst sei darauf hingewiesen, dass beim Feiglingsspiel die Auszahlungsstruktur bezüglich der von Battle of Sexes durch das Vorhandensein einer Pareto-optimalen symmetrischen Auszahlungskombination, die eine höhere Auszahlungssumme verspricht, differiert.
Hier die Bimatrix:
|           |                    | Spieler 2        |                    |
|           |                    | Ausweichen (s21) | Weiterfahren (s22) |
| Spieler 1 | Ausweichen (s11)   | 3/3              | 1/4                |
| Spieler 1 | Weiterfahren (s12) | 4/1              | 0/0                |

{\displaystyle (s_{11},s_{22})} und {\displaystyle (s_{12},s_{21})}, die beiden Gleichgewichte in reinen Strategien, werden bei einem Zufallsmechanismus wie z. B. dem Münzwurf mit gleicher Wahrscheinlichkeit gewählt, nämlich {\displaystyle {\tfrac {1}{2}}}, doch kann man beim Chicken Game mit einem raffinierteren Vorgehen die höhere Pareto-optimale Auszahlungskombination (3,3) realisieren und zwar:
- Beide Spieler kennen die Wahrscheinlichkeiten für die Strategiekombinationen.
- Nachdem die Zufallsvariable realisiert worden ist, erfährt jeder Spieler, welche Strategie er spielen soll. Jeder von beiden ist jedoch im Ungewissen über den Strategie des anderen.

Angenommen, die Wahrscheinlichkeitsverteilung {\displaystyle w(s_{11},s_{21})=0{,}2} und {\displaystyle w(s_{11},s_{22})=w(s_{12},s_{21})=0{,}4} liegt vor und Spieler 1 bekommt die Anweisung die Strategie {\displaystyle s_{11}} zu wählen. Er antizipiert dann, dass der Spieler 2 mit einer bedingten Wahrscheinlichkeit von {\displaystyle {\tfrac {2}{3}}} die Strategie {\displaystyle s_{22}} wählt. Spieler 1 könnte auf {\displaystyle s_{12}} abweichen und sich {\displaystyle {\tfrac {1}{3}}\cdot 4+{\tfrac {2}{3}}\cdot 0={\tfrac {4}{3}}} sichern, doch das Spielen der Strategie {\displaystyle s_{11}} ergibt {\displaystyle {\tfrac {1}{3}}\cdot 3+{\tfrac {2}{3}}\cdot 1={\tfrac {5}{3}}} an erwarteter Auszahlung.
Gegeben sei jetzt der Fall, dass {\displaystyle w(s_{11},s_{21})=0{,}5} und {\displaystyle w(s_{11},s_{22})=w(s_{12},s_{21})=0{,}25}. Falls der Spieler 2 nun die Empfehlung bekommt auszuweichen, wird er antizipieren, dass Spieler 1 mit einer bedingten Wahrscheinlichkeit von {\displaystyle {\tfrac {2}{3}}} auch Ausweichen spielt. In diesem Fall aber gebe es für den Spieler 2 überhaupt keinen Anreiz sich an die Empfehlung, die ihm vom correlation device gegeben wird, zu halten.
An den obigen Ausführungen sieht man, dass es zu einer Maximierung der Auszahlungen kommt, falls durch die Wahrscheinlichkeitsverteilung die Wahrscheinlichkeit für {\displaystyle (s_{11},s_{21})} hoch genug festgelegt wird, aber es gleichzeitig für die Spieler keinen Grund zum Abweichen von der Vorgabe des correlation device gibt. Andernfalls ist die korrelierte Strategie nicht effizient.
Das obige Beispiel kann in formale mathematische Sprache zusammengefasst werden. Die Ermittlung effizienter korrelierter Strategien erfolgt durch die Maximierung des gewichteten Nutzens aller Spieler, wobei die Ungleichung
{\displaystyle \sum _{\omega \in \Omega }q(\omega )u_{i}(s_{i},s_{-i})\geq \sum _{\omega \in \Omega }q(\omega )u_{i}(\phi (s_{i}),s_{-i})}
erfüllt sein muss. Es handelt sich naturgemäß um ein einfaches konvexes lineares Optimierungsproblem, da Linearität in {\displaystyle w} sowohl für die Beschränkung als auch für die Zielfunktion festgestellt werden kann.

## Anwendung von Aumanns Gleichgewichtskonzept auf andere Bereiche
Das Gleichgewichtskonzept fand und findet immer noch in vielen anderen Gebieten der wissenschaftlichen Forschung regen Anklang.

### Aumanns Vorarbeit mündet im Agreement Theorem
Aumann begründete mit seinem 1976 verfassten Theorem der Unmöglichkeit der Einigkeit über die Uneinigkeit (englisch The Agreement Theorem) die interaktive Wissensalgebra und legte somit den Grundstein für weitere Forschungsarbeit in der Philosophie, der Logik, der Ökonomie und vielen anderen Bereichen der Wissenschaft. Ihm gelang es über eine formale Definition des gemeinsamen Wissens zu beweisen, dass es für zwei Individuen nicht möglich ist, sich darauf zu einigen, sich nicht einig zu sein und zwar im folgenden Sinne:
Gegeben sei der Fall, dass die Spieler über eine gemeinsame A-priori-Wahrscheinlichkeitsverteilung verfügen. Falls zudem die Wahrscheinlichkeiten a posteriori für ein Ereignis E gemeinsames Wissen beider Spieler darstellen, so müssen auch diese A-posteriori-Wahrscheinlichkeiten identisch sein.

### Brückenschlag zum Bayes`schen rationalen Verhalten
Im Jahr 1987 gelang es Aumann schließlich durch seine oben erörterte Vorarbeit einen Brückenschlag zum Bayes`schen rationalen Verhalten zu bewältigen. Ein Spieler handelt dann rational im Sinne von Bayes, wenn seine Handlung optimal gegeben seine Information ist.
Das von Aumann in diesem Zusammenhang aufgestellte Theorem postuliert folgendes:
Gegeben sei ein Spiel, welches die Spieler mit gleichen Einschätzungen (englisch beliefs) beginnen, aber im Laufe des Spiels unterschiedliche Informationen erhalten. Wenn es gemeinsames Wissen (englisch common knowledge) darstellt, dass sich alle Spieler rational im Sinne von Bayes verhalten, dann spielen diese ein korreliertes Gleichgewicht des Spieles. Oder anders ausgedrückt: Gleichgewichte in korrelierten Strategien sind als Ergebnis Bayes`schen rationalen Verhaltens zu betrachten. Aumann selbst postuliert in seinem Haupttheorem dieser Arbeit: „If each player is Bayes rational at each state of the world, then the distribution of the action n-tuple s is a correlated equilibrium distribution.“, was in Deutschem etwas weniger formal weiter oben wiedergegeben wurde.

### Bedeutung vom Gleichgewicht in korrelierten Strategien in Situationen mit Informationsasymmetrie
Eine besondere Bedeutung kommt Gleichgewichten in korrelierten Strategien in Situationen zu, die beispielsweise im Versicherungswesen mit Moralischem Risiko bzw. adverser Selektion in Verbindung gebracht werden. Moralisches Risiko ist auf die versteckte Handlung (englisch hidden action) zurückzuführen, im Falle der adversen Selektion spielt vor allem die versteckte Information (englisch hidden information), sehr gut am Lemons-Problem von George A. Akerlof dargestellt, die tragende Rolle. Beide können, da Nicht-Beobachtbarkeit und/oder Nicht-Kontrahierbarkeit von Interaktionssituationen vorliegen, zum Marktversagen führen.
Es ist zu beachten, dass Aumann das Konzept des correlated equilibrium hauptsächlich auf die reine Problematik des Moralischen Risikos bezieht, während das Konzept von Bayes zu Beginn vorwiegend mit dem Problemfeld der Adversen Selektion in Verbindung gebracht wurde. Der US-amerikanische Nobelpreisträger Roger B. Myerson führte beide im Bayesian incentive-compatible mechanism zusammen.
Die große Bedeutung von Aumanns Arbeit liegt darin, dass über das Gleichgewicht in korrelierten Strategien eine Lösung für die Anreizverträglichkeit von Verträgen angeboten wird, so dass trotz der vorliegenden Informationsasymmetrie eine derartige Gestaltung von Verträgen und die damit verbundene Anreizsetzung gelingt, so dass es sich für die Spieler lohnt, sich an die Vereinbarungen zu halten. Die Suche nach den anreizverträglichen Mechanismen ist dann laut Holler/Illing gleichbedeutend „mit der Bestimmung effizienter Bayes`scher Gleichgewichte in korrelierten Strategien.“
„Wenn es überhaupt eine direkte Anwendungsmöglichkeit der Spieltheorie für die Praxis der Kapitalmärkte gibt, dann diese: Das Entscheidende an der Spieltheorie und allen ökonomischen Anwendungen ist das Anreizsystem. Anreize sind die Antriebskraft für alle wirtschaftlichen Aktivitäten – und zwar weltweit.“
Soweit die Aussage von Aumann in einem 2011 durchgeführten Interview, in dem er sich dazu äußert, dass durch die Rettungsaktionen falsche Anreize für die Banken gesetzt werden, da diese „zwar gewinnen, aber nicht verlieren können.“ Somit wird noch einmal anhand der Aktualität der Finanzmarktkrise, die 2008 ihre sichtbaren Wirkungen zu entfalten begann, verdeutlicht, wie wichtig die Spieltheorie und vor allem das Verständnis von der richtigen Anreizsetzung für die Weltwirtschaft ist. Aumanns Konzept hat dieses Verständnis noch weiter ausgebaut, indem ein wichtiges Puzzlestück für die Vervollständigung des Gesamtbildes beigetragen wurde.